# 宮薗節
宮薗節（みやぞのぶし）は、「薗八節（そのはちぶし）」ともいい、江戸時代中期の宮古路薗八（みやこぢ そのはち。初代。生没年不詳）を祖とする浄瑠璃音楽の古曲のひとつ。1993年（平成5年）4月15日に重要無形文化財に指定され、宮薗節保存会の会員が保持者として「総合認定」された。永井荷風は小説『雨瀟瀟（あめしょうしょう）』の中で、薗八節は浄瑠璃の中でもっともしめやかであると評している。

## 現存する浄瑠璃音楽
現在、浄瑠璃音楽として残っているものは、義太夫節、常磐津節、清元節、河東節、一中節、宮薗節、新内節、富本節である。このほか半太夫節と外記節が河東節に、大薩摩節が長唄に、豊後節から分かれた繁太夫節が地歌に、それぞれ吸収されて特殊な一部分として残存している。

## 宮薗節の概略
宮薗節は、宮古路豊後掾の流れを汲む浄瑠璃音楽であり、豊後掾門弟の宮古路薗八（初代）が京都で創始したものである。二世宮古路薗八が「宮薗鸞鳳軒（みやぞのらんぽうけん）」と改名して以来「宮薗節」と呼称されるようになったとされる。代表曲は「鳥辺山」「桂川恋の柵」「夕霧由縁の月見」など。

## 重要無形文化財
宮薗節の指定要件は「宮薗節保存会会員が立語り、立三味線を演奏するものであること」である。

## 保持者
括弧内は芸名
- 三井千恵子（宮薗千恵）
- 山田喜代子（宮薗千加寿）
- 佐藤佐喜子（宮薗千碌）
- 菊池ふみ（宮薗千文）
- 斉木ツギ子（宮薗千祐三）
- 土屋秀子（宮薗千碌司）
- 早川志津（宮薗千愛）
- 藤井文子（宮薗千波）
- 風間杜美（宮薗千章）
- 上治玉子（宮薗千蔦）
- 吹井和子（宮薗千和恵）

## 宮薗節保存会
- 代表： 宮薗千章
- 団体住所： 東京都中央区銀座8―6―3　新橋会館内　財団法人古曲会